# Oxytrigona
Oxytrigona é um gênero de abelha sem ferrão presente desde a América central até a América do sul, abrangendo quase todo os países que estão na linha tropical e subtropical. As abelhas deste gênero se caracterizam por expelirem ácido por suas glândulas mandibulares que pode causar graves queimaduras.
Existem por volta de 500 espécies de abelhas sem ferrão no mundo catalogadas em diversos gêneros diferentes. Muitas espécies ainda não foram descobertas e outras estão passando por revisões para reenquadrá-las como novas espécies ou pertencentes a outros gêneros.
Existem até o momento 11 espécies de Oxytrigona catalogadas, são elas:
| Gênero     | Espécie               | Nome popular (se tiver)                                                                                               |
| Oxytrigona | Oxytrigona flaveola   | Oxytrigona flaveola                                                                                                   |
| Oxytrigona | Oxytrigona ignis      | Oxytrigona ignis |
| Oxytrigona | Oxytrigona mulfordi   | Oxytrigona mulfordi                                                                                                   |
| Oxytrigona | Oxytrigona obscura    | sicaé-negra |
| Oxytrigona | Oxytrigona tataira    | tataíra, cospe-fogo, caga-fogo, cagafogo, barra-fogo, botafogo, eitátá, ei-tata, eirá-tatá, atura, kangàrà-krá-kamrek |
| Oxytrigona | Oxytrigona chocoana   | Oxytrigona chocoana                                                                                                   |
| Oxytrigona | Oxytrigona daemoniaca | Oxytrigona daemoniaca                                                                                                 |
| Oxytrigona | Oxytrigona huaoranii  | Oxytrigona huaoranii                                                                                                  |
| Oxytrigona | Oxytrigona isthmina   | Oxytrigona isthmina                                                                                                   |
| Oxytrigona | Oxytrigona mediorufa  | Oxytrigona mediorufa                                                                                                  |
| Oxytrigona | Oxytrigona mellicolor | Oxytrigona mellicolor                                                                                                 |